# Linia kolejowa Kunčice nad Labem – Vrchlabí
Linia kolejowa Kunčice nad Labem – Vrchlabí – jednotorowa, regionalna i niezelektryfikowana linia kolejowa w Czechach. Łączy stacje Kunčice nad Labem i Vrchlabí. w całości znajduje się na terytorium kraju hradeckiego.